# Hardcourt Bike Polo
 (avril 2020).
Pour les articles homonymes, voir Polo (homonymie).
Le hardcourt bike polo (ou polo à bicyclette sur terrain dur en français), parfois appelé hardcourt, est une variante du polo à bicyclette dans laquelle deux équipes s'affrontent sur une surface dure, dans un espace rectangulaire fermé, avec deux cages de part et d'autre du terrain. 
Les joueurs se déplacent à vélo et utilisent des maillets afin de manier une balle pour la projeter dans le but adverse. 
Le jeu se déroule à trois contre trois avec pour objectif de marquer plus de buts que l'adversaire. 
Le jeu ayant ses origines aux États-Unis, le vocabulaire anglais n'a été que très peu traduit dans d'autres langues afin de faciliter les échanges. Ainsi, la communauté venant de tous les pays, échange généralement en anglais. 

## Déroulement d'un match
Le jeu se déroule dans une « court » (« terrain » en français) rectangulaire délimitée par des « boards » (« planches »). Des buts sont placés de part et d'autre de la court. Avant le match, la balle est placée au centre du terrain et les joueurs attendent derrière leurs propres buts en contact avec la bordure de fond de terrain. Les joueurs se déplacent en bicyclette et doivent projeter la balle dans le but adverse.
Les matchs commencent par la « joute » au cours de laquelle un joueur de chaque équipe s'élance vers la balle.
Deux manière de frapper la balle sont autorisées :
- Avec les extrémités de la tête cylindrique du maillet ;
- ou avec sa partie centrale.

Pour marquer un but, cependant, les joueurs ne peuvent que frapper la balle avec les extrémités du maillet. Si la partie centrale est utilisée, il y a « shuffle », le but ne compte pas et le jeu reprend, sans modification du score. Après un but, l'équipe buteuse retourne dans sa moitié de terrain. L'autre équipe réengagera à partir de son camp lorsque l'arbitre l'y autorisera.
Les joueurs n'ont pas le droit de mettre pied à terre, ni de toucher une partie horizontale (sol, cage, dessus des boards) avec une quelconque partie de leur corps. Si cela arrive le joueur devient hors jeu (« down »). Souvent les joueurs « down » en sont conscients et le signalent d'eux-mêmes à leurs coéquipiers. Un joueur « down » ne doit en rien interférer sur le jeu en cours et doit regagner le milieu d'un des cotés du terrain, pour toucher le « tape out » (zone matérialisée à l'horizontale sur les boards) qui lui permettra de réintégrer le jeu.
Les contacts dans le jeu sont autorisés, mais limités en intensité et en zone de contact. Il est possible d'entrer en contact « maillet contre maillet », « vélo contre vélo » et « épaule contre épaule ». L'arbitre est seul juge de tout contact dangereux et peut alors sanctionner une faute selon son appréciation.
Le match se termine une fois le temps imparti écoulé et/ou, sur certaines phases de tournoi, lorsqu'il y a un écart de cinq points entre les deux équipes.

## Formats
Il existe deux formats principaux du Bike Polo : le 3vs3 et le squad.  

### 3vs3

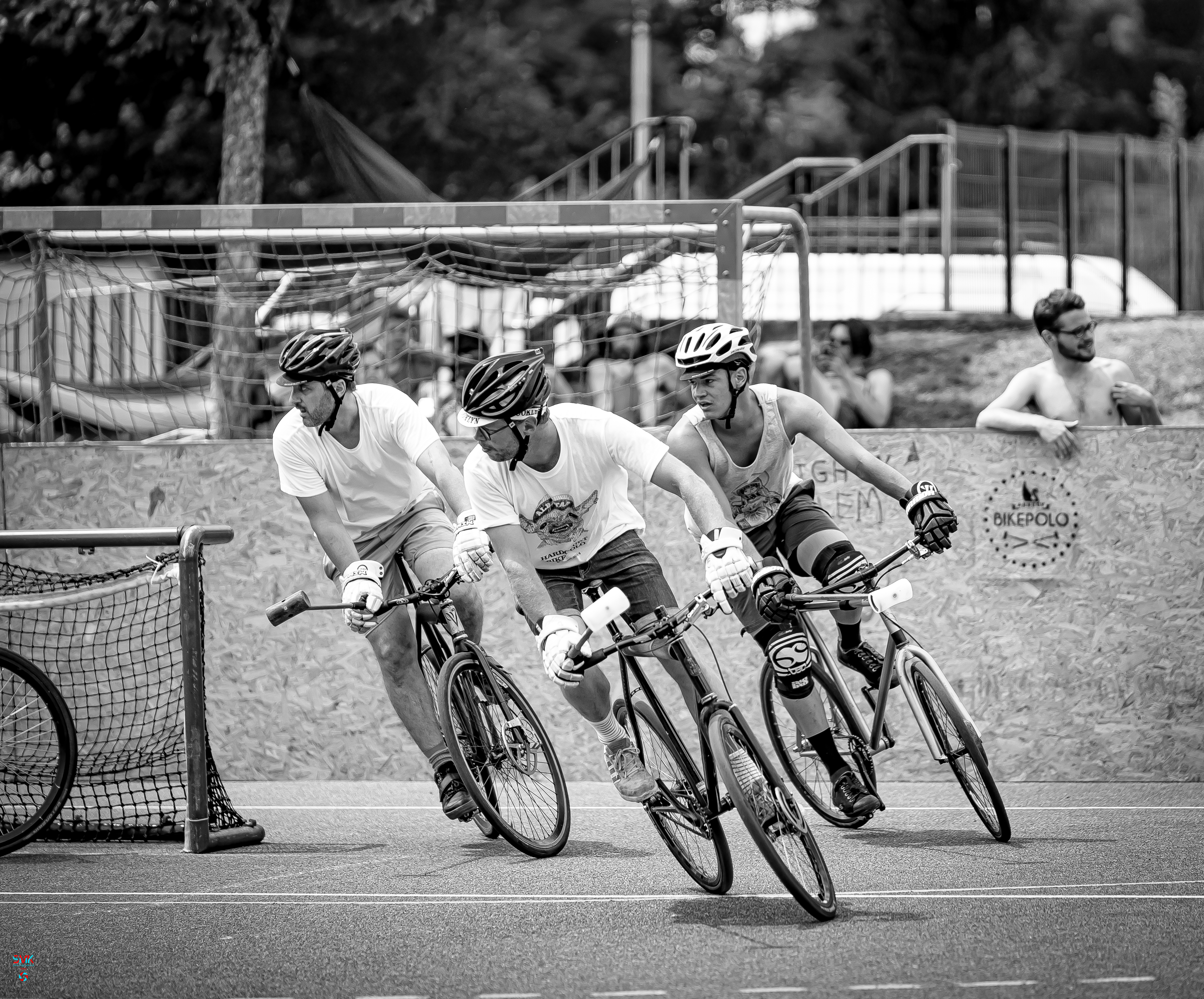
Une équipe de hardcourt bike polo à Annecy.

Selon le format « 3vs3 », deux équipes de trois joueurs s'affrontent dans des matchs d'une durée de 12 à 18 minutes.  
Ce format est considéré comme le format traditionnel car il a vu le jour avec la discipline.  

### Squad
Selon le format « squad », deux équipes de cinq joueurs (trois joueurs sur le terrain et deux remplaçants) s'affrontent dans des matchs d'une durée de 30 et 40 minutes. Les remplacements peuvent être effectués à tout moment.  
Le capitaine d'équipe est chargé du bon fonctionnement des remplacements. Le dit capitaine peut être ou non joueur. 

### Autres formats
Un format appelé « bench », avec sept joueurs par équipe, a été essayé mais n'est plus pratiqué. 
Quelques tournois sont organisés avec des formats différents (par exemple en « 2vs2 » ou « 4vs4 ») par curiosité ou en vue de continuer à faire évoluer la discipline. 

## Équipement

### Maillet

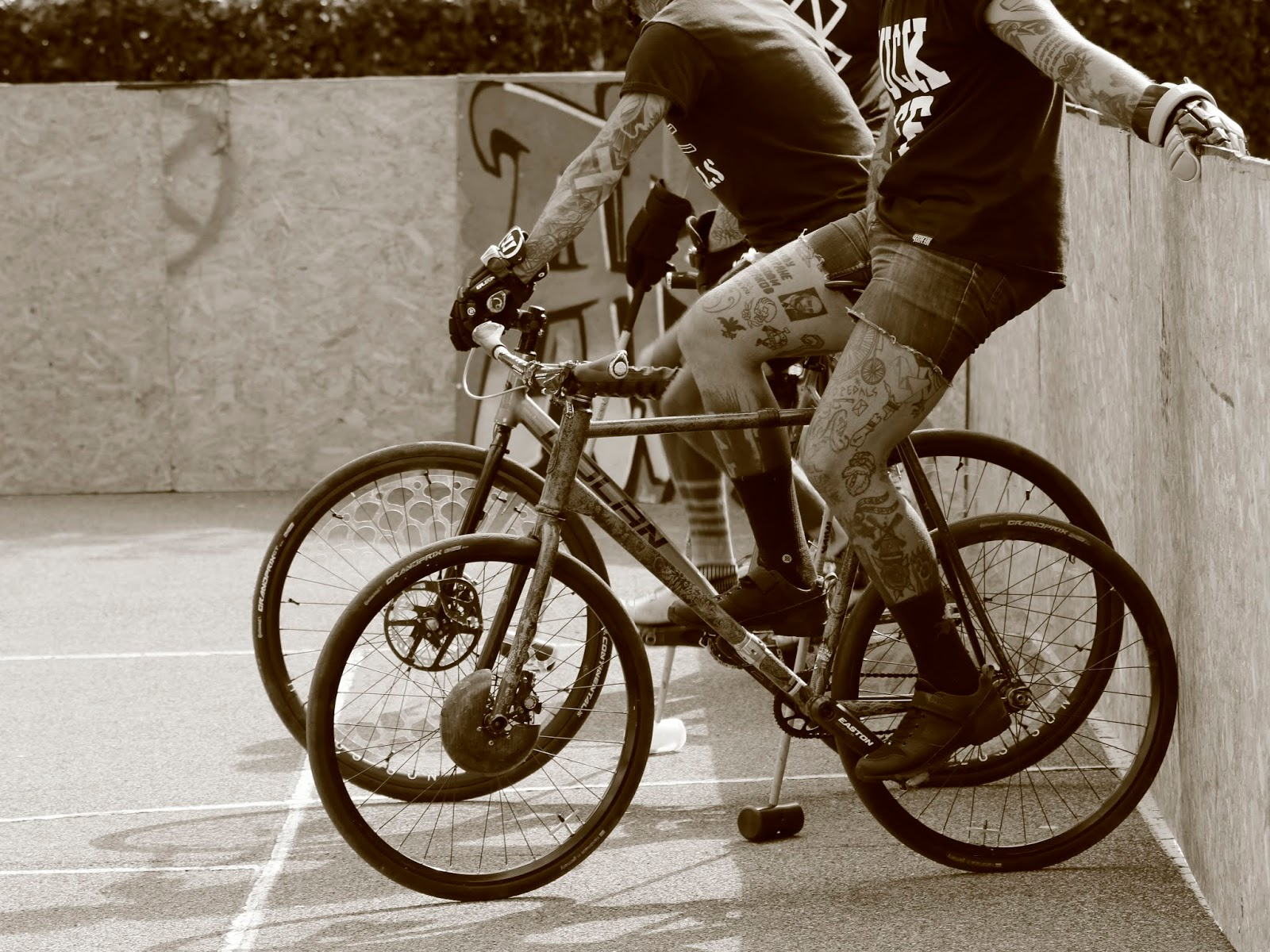
Vélo et Equipements de hardcourt bike polo.

À l'origine, les joueurs de hardcourt bike polo fabriquaient des maillets eux-mêmes avec des matériaux de récupération.
Depuis, des entreprises produisent des équipements spécifiques et adaptés au hardcourt bike polo.
Les maillets typiques sont construits en utilisant des têtes en polyéthylène de masse molaire très élevée (UHMW) et des manches en aluminium similaires aux bâtons de ski.

### Balle
La balle utilisée pour le hardcourt bike polo est généralement fabriquée en PVC, identique à celle utilisée pour le street-hockey. 
En 2012, la société Fixcraft s'est associée à D-Gel, fabricant de produits de hockey, pour produire la première balle officielle de hardcourt bike polo. 

### Vélos
Au début, les joueurs fabriquaient des wheel covers (protection de roues) en plastique, en polycarbonate, en grillage plastique ou même en tissus épais pour protéger les rayons et créer des surfaces de blocage solides. Beaucoup de ces wheel covers étaient peintes avec des dessins élaborés pour aider à identifier les coureurs ou le club de leur ville. 
Maintenant les wheel covers qui se sont généralisées sont en polycarbonate, car cette matière est solide et transparente. 

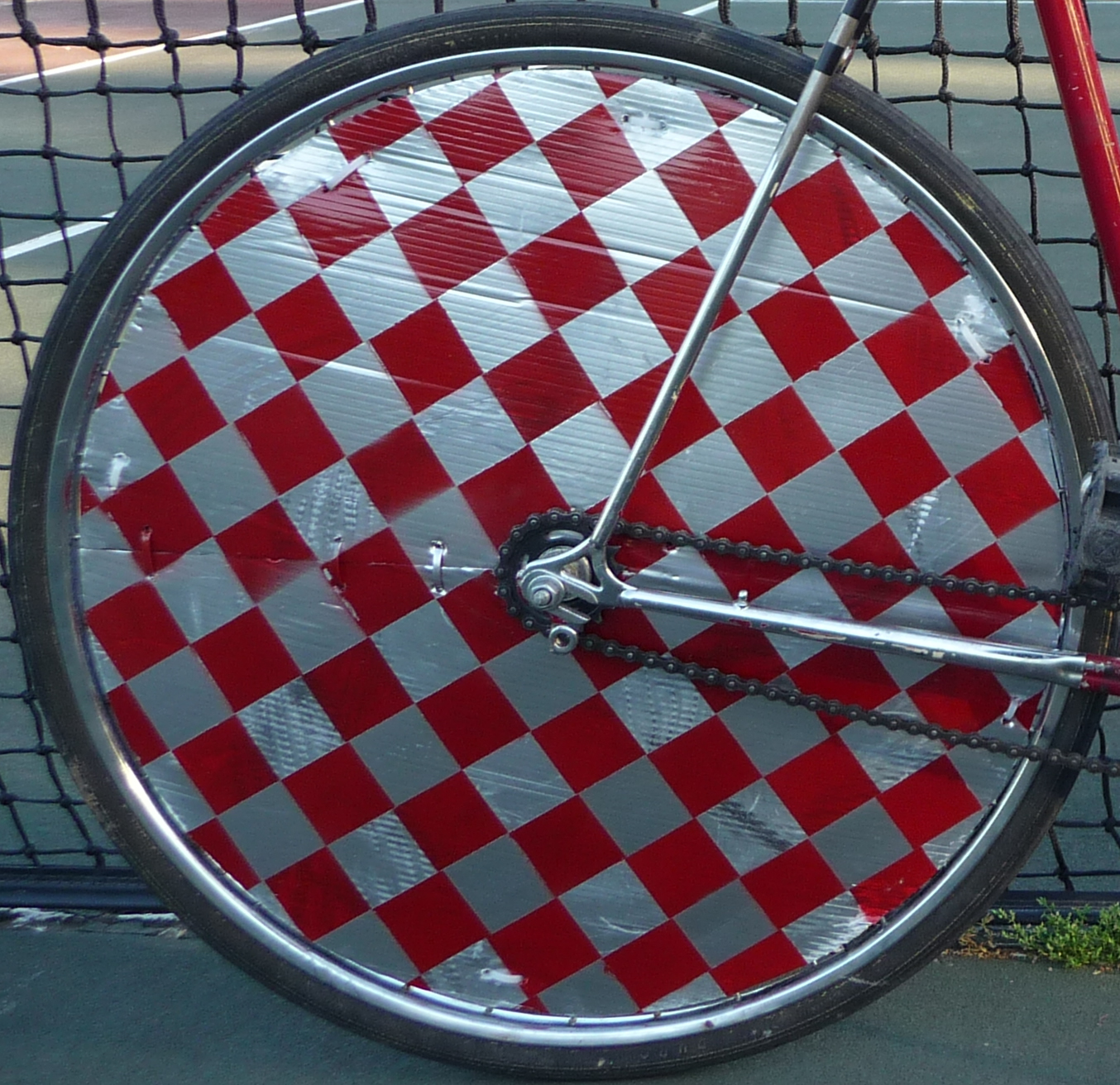
Cover fraîchement peint.

Les vélos n'ont qu'une vitesse (singlespeed) et utilisent un faible rapport de vitesse, ce qui présente des avantages pour une accélération et un changement de rythme rapide sur un petit terrain. 
Bien que n'importe quel vélo soit acceptable pour le jeu, la plupart des joueurs finit par personnaliser leur vélo en pour les besoins de jeu. La plupart recherche un empattement court pour plus de maniabilité dans les virages serrés. 
Pendant une certaine période les joueurs utilisaient une combinaison de frein avant et arrière sur un seul levier. Maintenant la grande majorité utilise seulement un frein avant à disque, puissant.

## Lacourt

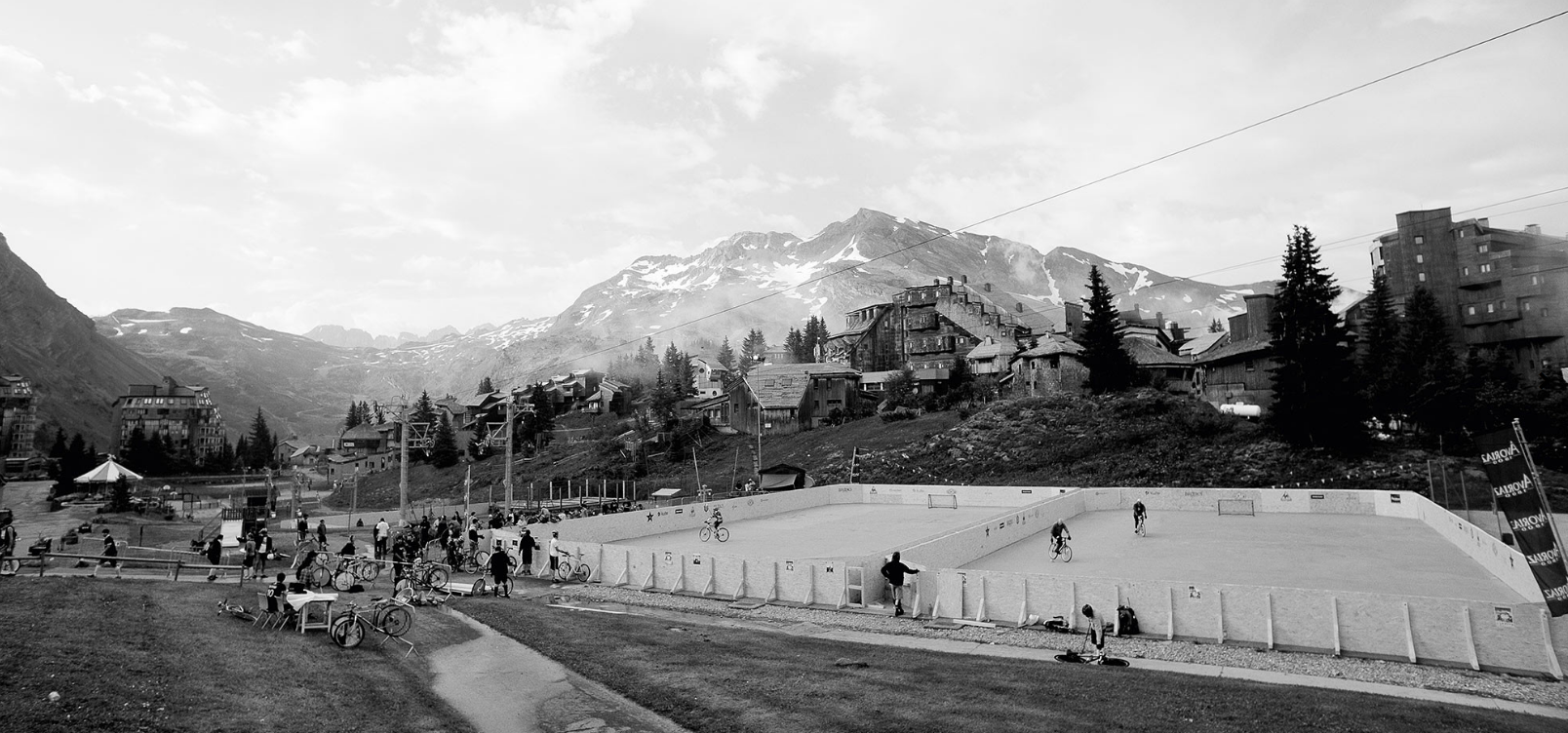
Une court de Hardcourt bike polo à Avoriaz, en 2012.

Le hardcourt bike polo se pratique généralement sur des terrains qui n'ont pas pour première fonction d’accueillir la discipline. 
À travers le monde les associations pratiquent dans des espaces tels que des courts de tennis, des terrains de street-hockey, des terrains de basket-ball ou encore de football.
Ces terrains voient quelques évolutions de manière à accueillir du hardcourt bike polo. Ils sont équipés de planches (« boards ») sur leur pourtour afin empêcher la balle de rouler hors du terrain ou de se coincer dans les coins. Le règlement impose des « boards » d'une hauteur minimum de un mètre. 
La taille du terrain varie, mais pour qu'un terrain soit utilisé lors d'un événement officiel sa longueur doit être comprise entre 35 et 45 m, et sa largeur entre 18 et 25 m selon les règles européennes.

## Histoire
Le hardcourt bike polo prend racines au début des années 1999 à Seattle,, sur leurs temps de pause, entre deux livraisons, les coursiers ont imaginé puis développé le jeu et certaines de ses règles (dont le format 3vs3 et le but avec l'extrémité du maillet). 
En tant que jeu sans fédération, à l'origine, les règles et les formats de hardcourt bike polo pouvaient varier considérablement d'une ville à l'autre. Par la suite, la North American Bike Polo Association a créé un ensemble de règles officielles pour l'Amérique du Nord. Cela a contribué par la suite à normaliser les règles dans le monde entier. 
Depuis 2009, divers comités ont été créés au sein de la communauté dans le but de faire évoluer le sport en créant et normalisant des règles. 
Au fur et à mesure que les gens se déplaçaient et voyageaient pour les championnats du monde de coursier à vélo, le jeu se répandit et évolua. Il est actuellement joué dans plus de 30 pays et 300 villes.

## Tournois

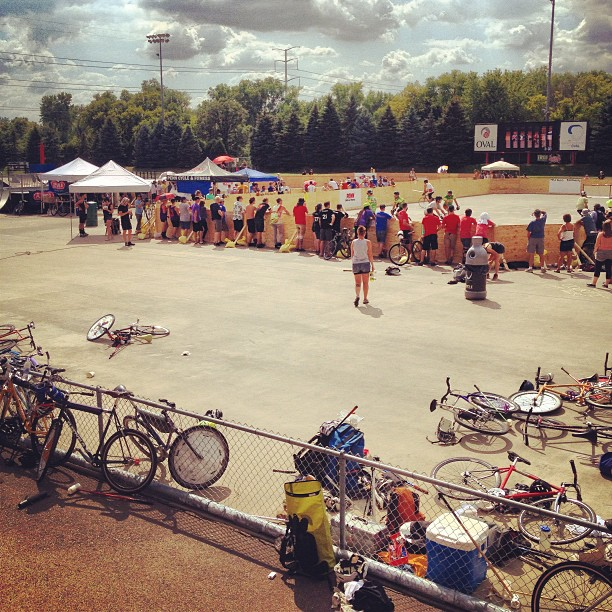
NAHBPC 2013.

Depuis 2004, des villes à travers l'Amérique du Nord ont organisé des tournois interurbains tels que les rencontres de polo à l'est, l'ouest dans le nord. 
Les premiers championnats nord-américains et Européens de hardcourt bike polo ont lieu en août 2009.
Le tournoi européen a attiré plus de 40 équipes de Grande-Bretagne, de France, de Suisse, d'Espagne, d'Italie et d'Allemagne.
Il a été remporté par une équipe genevoise, L'Équipe. 
Le tournoi nord-américain comptait 36 équipes de Seattle, de Vancouver, de Milwaukee, de Chicago, de New York, d'Ottawa, de Portland, de Washington. 
Il a été remporté par Team Smile de Seattle. 
Le premier prix pour chaque tournoi a été des places pour les Championnats du monde 2009. 

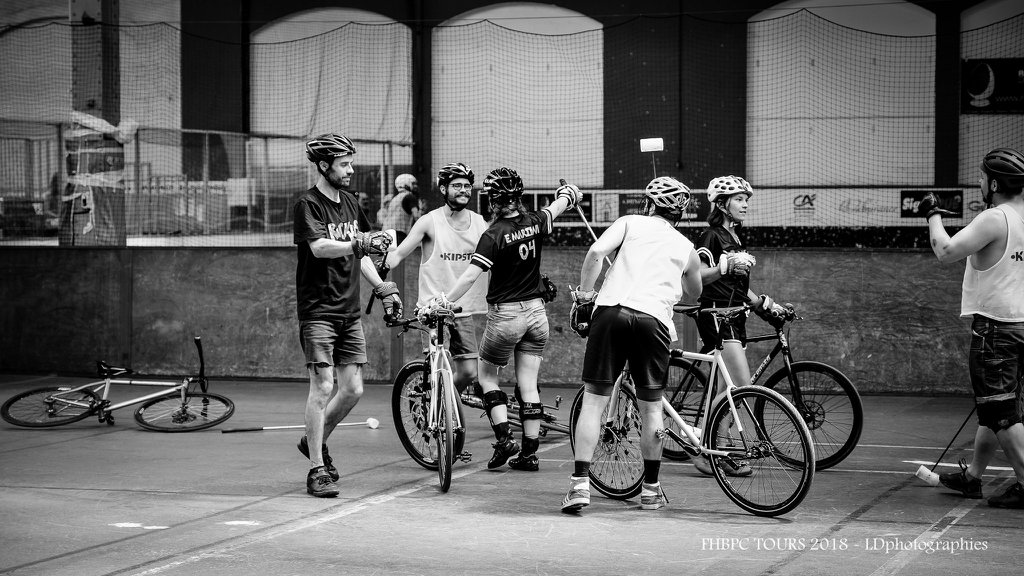
Hardcourt bike polo - FHBPC 2018 Tours fin de match.

La toute première rencontre mondiale a eu lieu à Toronto en 2008 dans le cadre des championnats du monde de coursiers à vélo. Il y avait quelques équipes européennes, cependant, le hardcourt bike polo était encore relativement nouveau en Europe et les équipes avaient choisi de ne pas participer à la phase de qualifications après avoir vu le niveau de jeu élevé des équipes Nord-Américaines. 
Heat Lightning (équipe de Doug Dalrymple, Paul Rauen et Zach Blackburn) est devenu la première équipe championne du monde à cette occasion. 
Lors de la rencontre de 2009, des équipes des États-Unis, du Canada, de l'Angleterre, de la France, de l'Allemagne, de la Suisse et de l'Italie ont participé. Les vainqueurs en sont l'équipe nord-américaine Team Qmile, qui a battu l'équipe d'East Vancouver lors de la finale nord-américaine. 
Des championnats nationaux ont vu le jour dans des pays du monde entier, comme en Australie, en Nouvelle-Zélande, au Royaume-Uni, aux États-Unis, en Allemagne, en France, en Espagne ou en Italie. 
En 2016, la North American Hardcourt Bike Polo Association a annoncé qu'elle changeait le format de tous ses tournois officiels en passant de 3vs3 au format squad. 
En 2017, a eu lieu le premier championnat nord-américain au format squad, à Frederick aux États-Unis et le premier championnat du monde en format squad à Lexington aux États-Unis. 
Par la suite, un sondage mondial a été effectué concernant ce format qui ne se verra pas retenu pour la suite, la version « 3vs3 » redeviendra officielle pour le championnat du monde suivant.  

### Chronologie
- 1999 : Le hardcourt bike polo est né à Seattle aux États-Unis.
- 2001 : Le jeu s'étend à la côte est des États-Unis.
- 2002 : Le premier club est né : The Axles of Evil, à Portland, États-Unis.
- 2003 : Une démonstration est faite au CMWC à Seattle.
- 2004 : Premier tournoi. WSPI, Portland.
- 2005 : règle du tap out est introduite.
- 2006 : Le hardcourt bike polo arrive en Europe.
- 2008 : Le hardcourt bike polo se répand dans le monde entier. Le premier championnat nord-américain se dispute à Chicago aux États-Unis. Le premier championnat du monde se dispute à Toronto au Canada. Le premier forum en ligne spécifique au bike polo est créé : Bikepolo.ca, puis Leagueofbikepolo.com.
- 2009 : le premier championnat d'Europe à Londres au Royaume-Uni. Premier FTW (Femme-Trans-Women) féminin est organisé. Ladies Army se dispute à Vancouver au Canada.
- 2010 : Premier championnat du monde en Europe à Berlin. Création de la NAH (North American Hardcourt Bike Polo Association). Le premier règlement officiel est rédigé par la NAH.
- 2011 : Le premier règlement européen est écrit. Le premier outil de gestion des tournois est créé : podiumbikepolo.com. Construction du premier terrain permanent spécifique au bike polo à Vancouver. Le premier tournoi Co-Ed en Europe est joué. Hell's Belles Vol. 1. Londres.
- 2012 : Première équipe européenne à remporter le championnat du monde : Call Me Daddy. - Premier FTW (Femme-Trans-Women) en Europe est organisé. Hell’s Belles Vol. 2. Londres.
- 2013 : le bike polo atteint son pic de croissance.
- 2014 : Création de l'European Hardcourt Bikepolo Association (EHBA).
- 2015 : Le premier tournoi professionnel : Professional hardcourt bike polo, PHBP. - La « crease » et « interference » sont ajoutés au règlement.
- 2016 : premier championnat du monde dans la région ANZ (Australie et Nouvelle-Zélande) à Timaru, en Nouvelle-Zélande. Premier championnat européen en format « squad ». Coupe du Dominion, Turin.
- 2017 : Premier championnat nord-américain au format « squad » à  Frederick, États-Unis. - Premier championnat du monde en format « squad » à Lexington.
- 2018 : Le premier règlement officiel par l'EHBA est rédigé.
- 2019 : Premier championnat du monde en Amérique latine à Córdoba.
- 2023 : Mongrels United remporte son quatrième titre consécutif à Perpignan.

### Championnats du monde
| Année | Organisateur  | Champion        | Score | 2e place         | 3e place              | 4e place          |
| ----- | ------------- | --------------- | ----- | ---------------- | --------------------- | ----------------- |
| 2008  | Toronto       | Heat Lightning  |       | Balls Deep       | Hunter Brothers + Kev |                   |
| 2009  | Philadelphie  | Team Smile      |       | Balls Deep       | Faceless Emotion      | Wisconsin A       |
| 2010  | Berlin        | Beaver Boys     | 5-1   | Machine Politics | L’Équipe              | Toros             |
| 2011  | Seattle       | Crazy Canucks   | 5-4   | Call Me Daddy    | Guardians             | Iron Ponies       |
| 2012  | Genève        | Call Me Daddy   | 3-2   | Guardians        | Clobber Politics      | Dead Rappers      |
| 2013  | Weston        | Beavers         | 5-1   | Call Me Daddy    | The Assassins         | Edisons           |
| 2014, | Montpellier   | Call Me Daddy   | 5-3   | Beavers          | Outlawz               | The Control       |
| 2016  | Timaru        | Outlawz Birds   | 5-4   | Call Me Daddy    | The Control           | Temoilesnichons   |
| 2017  | Lexington, KY | Mongrels United | 4-1   | Call Me Daddy    | Bob Ross              | Genève Alley Cats |
| 2019  | Córdoba       | Mongrels United | 2-1   | Prendi la Mira   | Bob Ross              | More Sugar        |
| 2023  | Perpignan     | Mongrels United | 6-2   | Hotdogs          | Rasta Rockets         | Cascadia United   |

### Championnats d'Europe
| Année | Organisateur | Champion                         | Score    | 2e place                           | 3e place                                 | 4e place                        |
| ----- | ------------ | -------------------------------- | -------- | ---------------------------------- | ---------------------------------------- | ------------------------------- |
| 2009  | Londres      | L'Équipe (Genève)                | 5-3      | Malice International ( Londres)    | Toros ( Munich)                          | DTGP-Discordia ( ParisLondres ) |
| 2010  | Genève       | L'Équipe ( Genève)               | 5-4      | Cosmic ( Londres)                  | El Club ( Barcelone)                     | Rotten Apples ( Londres)        |
| 2011  | Barcelone    | L'Équipe ( Genève)               | 5-2      | Polosynthese ()                    | Hooks ( Rouen)                           | El Club ( Barcelone)            |
| 2012  | Paris        | Call me Daddy ( (Paris/Toulouse) |          | Edisons ( Francfort/Munich)        | Hooks ( Rouen)                           | L'Équipe ( Genève)              |
| 2013  | Cracovie     | Call me Daddy (Paris/Toulouse)   | 2-5, 5-3 | Edisons ( Francfort Genève)        | Spring Break ( Londres)                  | Lhooks (Rouen/Genève)           |
| 2014  | Padoue       | Call me Daddy ( Paris Cambridge) | 4-5, 5-3 | Edisons ( Francfort/Munich)        | True Danger ( Paris/Lyon)                | Sophie ( Bale/Berne)            |
| 2015  | Saragosse    | Call me Daddy Paris Cambridge)   | 5-3, 5-2 | Octopussy ( Francfort/Nurenberg)   | Megadrive ( Genève)                      | Temoilesnichons ( Annecy/Lyon)  |
| 2017  | Perpignan    | Mongrels Paris/Annecy Munich)    | 2-1      | Mohawks ( Gießen/Hambourg Londres) | Monstars ( France)                       | Rasta Rocket ( Montpellier)     |
| 2018  | Pescara      | Octopussy (Nuremberg/Hamburg)    | 3-2      | Excuse The Mess (Varsovie/Krakow)  | Mongrels XL ( (Londres Munich Milwaukee) | Call Me Daddy ( Paris)          |
| 2019  | Zurich       | Mongrels United                  | 2-0      | Rasta Rocket                       | Call me Daddy                            | Superbe                         |
| 2023  | Berlin       | Mongrels United                  | 7-3      | Rasta Rocket                       | Lessive                                  | Vandals                         |
| 2025  | Perpignan    | Nebula                           | 1-0, 1-0 | Vanguard                           | Pantheon                                 | Arte                            |

### Championnats nord-américains
| Année | Organisateur    | Champion                                 | Score | 2e place                          | 3e place                                  | 4e place                                           |
| ----- | --------------- | ---------------------------------------- | ----- | --------------------------------- | ----------------------------------------- | -------------------------------------------------- |
| 2008  | Chicago         | That's What She Said (Ottawa)            |       | Philadelphie                      | East Vancouver                            | Madison                                            |
| 2009  | Seattle         | Team Smile (Seattle)                     |       | Balls Deep (Vancouver)            | Beaver Boys (Milwaukee)                   | DD Booster Club (New-York)                         |
| 2010  | Madison         | The Odds Richmond/Philadelphie/New-York) |       | Team Smile (Seattle)              | East Van (Vancouver)                      | Super Polonics (Seattle)                           |
| 2011  | Calgary         | The Guardians (Seattle)                  |       | Clobber Politics (Chicago/Ottawa) | The Crazy Canucks (Vancouver)             | The Outsiders (Los Angeles, Seattle, Vancouver)    |
| 2012  | Milwaukee       | Beaver Boys (Milwaukee)                  |       | The Guardians (Seattle)           | The Means (Richmond/Ottawa/New York)      | Portland United (Portland)                         |
| 2013  | Roseville       | Beavers (San Francisco)                  |       | The Guardians (Seattle)           | The Assassins (Seattle)                   | Portland United (Portland)                         |
| 2014  | Roseville       | Beavers (San Francisco, Milwaukee)       |       | Portland United (Portland)        | The Guardians (Seattle)                   | The Ringers (Philadelphie, Seattle, San Francisco) |
| 2015  | Lexington       | MF Monster Truck (Portland, Londres)     |       | The Guardians (Seattle)           | Prospectors (Portland)                    | The Control (San Francisco)                        |
| 2016  | Folsom          | The Control (San Francisco)              |       | Albatross (Seattle)               | Wood Rats                                 | Prospectors (Portland)                             |
| 2017  | Frederick       | The Control (SF)                         |       | Bob Ross (Seattle)                | Crunchy (Portland/Houston/Salt Lake City) | Mosquito (Saskatchewan)                            |
| 2018  | Milwaukee       | The Control (San Francisco)              |       | Bob Ross (Seattle)                | Superpolo (Mexico)                        | Mosquito (Saskatchewan)                            |
| 2019  | Seattle         | Mosquito (Saskatchewan)                  |       | Bob Ross (Seattle)                | More Sugar (Seattle)                      | Snake Oil (Seattle)                                |
| 2023  | San Luis Potosi | Mosquito (Saskatchewan)                  |       | Superpolo (Mexico)                | More Sugar (Portland)                     | Lunch Ladies (Seattle)                             |

### Championnats nord-américains, formatbench
Le championnat nord-américain en format bench de club a été interrompu après 2015, lorsque le championnat nord-américain de hardcourt bike polo a changé les formats en 3v3. 
| Année | Hôte        | Gagnants    | Score | Finalistes  | Troisième place         |
| ----- | ----------- | ----------- | ----- | ----------- | ----------------------- |
| 2014  | Lexington   | Portland    | 13-5  | Milwaukee   | Lexington, Boston       |
| 2015  | Guadalajara | Guadalajara | 8-5   | Kauyunamari | Guadalajara B de buenos |

### Championnats australiens
| Année | Hôte      | Gagnants                                         | Score    | 2e place                                     | 3e place                                      | 4e place                                  |
| ----- | --------- | ------------------------------------------------ | -------- | -------------------------------------------- | --------------------------------------------- | ----------------------------------------- |
| 2009  | Melbourne | Meat & Two Veg (Melbourne)                       |          | Scheisse Katze (Melbourne / Allemagne)       | Bush League Bushrangers (Melbourne / Toronto) | Jailbreakers (Castlemaine)                |
| 2010  | Brisbane  | Johnny Crash (Melbourne)                         |          | Les baguettes hurlantes (Sydney / Paris)     | Cloches allemandes (Brisbane)                 | C'est ce qu'elle a dit (Adélaïde)         |
| 2011  | Adélaïde  | Storm Boys (Perth / Sydney / Melbourne)          |          | That's What She Said (Adélaïde)              | LSV (Sydney)                                  | Neil La Robolution (Adélaïde / Melbourne) |
| 2012  | Perth     | NASFWG (Perth)                                   | 1-5, 1-5 | Triple Dutch Rudder (Brisbane)               | Dog soccer (Sydney)                           | LSV (Sydney)                              |
| 2013  | Timaru    | NASFWG (Perth)                                   |          | Melbourne Anchor (Melbourne)                 | Triple Dutch Rudder (Brisbane)                | C4 (Christchurch)                         |
| 2014  | Sydney    | Le poing (Melbourne / Seattle)                   | 5-2      | Alchemists (Perth)                           | The Sentinels (Brisbane)                      | C4 Christchurch (Christchurch)            |
| 2017  | Melbourne | Spectres (Melbourne / Perth / Sydney / Brisbane) |          | The Huntsmen (Melbourne / Sydney / Brisbane) | Inspectre Keanu (Brisbane / Melbourne)        | Timaru Bike Polo (Timaru)                 |

### Championnats d'Asie
| Année | Hôte      | Gagnants | Finalistes            | 3e place |
| ----- | --------- | -------- | --------------------- | -------- |
| 2015  | Kaohsiung | Yattarus | Country Boy (Bangkok) | Homamon  |
| 2016  | Kaohsiung | UZUUZU   | Country Boy (Bangkok) | 262      |

### Championnats latino-américains
| Année | Hôte              | Gagnants                                      | Score    | Finalistes                             | 3e place                               | 4e place                   |
| ----- | ----------------- | --------------------------------------------- | -------- | -------------------------------------- | -------------------------------------- | -------------------------- |
| 2011  | Santiago du Chili | Monopolientos (Santiago)                      |          | Underdogs (São Paulo)                  | Hágame Famoso (Bogotá)                 | Viveza Criolla (Quito)     |
| 2012  | Buenos Aires      | Underdogs (São Paulo)                         | 5-0, 5-3 | Monopolientos (Santiago)               | Jinetes del Apocalipsis (Buenos Aires) | Viveza Criolla (Quito)     |
| 2013  | São Paulo         | Mala Pata (Santiago)                          |          | Sans titre (Buenos Aires)              | Hágame Famoso (Bogotá)                 | Underdogs (São Paulo)      |
| 2014  | Bogota            | RompeBolas (Mexico / San Luis Potosí)         | 5-3, 4-0 | Underdogs (São Paulo)                  | Vandalos (Mexico)                      | Hermanos Korioto (Mexico)  |
| 2015  | Quito             | Las Viudas del Loco (Buenos Aires / Santiago) | 2-1, 4-1 | Dios los Cría (Rosario / Buenos Aires) | Korioto (Guadalajara / Portland)       | Tres Gallos (San Juan, RP) |
| 2016  | Rosario           | Mucho Niño (Guadalajara / Houston)            | 5 - 3    | Équipe de Super Polo (DF / Houston)    | Pulp Fiction (Santiago)                | Guacamaya (Bogotá)         |
| 2017  | Guadalajara       | Mucho Niño                                    | 3 - 2    | Marabunta                              | KRT                                    | El Dorado                  |

### Ladies Army (tournois féminins)
| Année | Hôte          | Champion                                     | Score    | 2e                                                        | 3e                                           | 4e                                            |
| ----- | ------------- | -------------------------------------------- | -------- | --------------------------------------------------------- | -------------------------------------------- | --------------------------------------------- |
| 2009  | Vancouver     | Bushwackers (Vancouver)                      |          | In my back pocket (Ottawa)                                | Vagic Moments (Vancouver)                    | Killer Ladybugs (Victoria)                    |
| 2010  | New York      | Delta Force (Philadelphie/Toronto/Portland)  |          | Beer, Bacon & Babes (Seattle/Minneapolis)                 |                                              |                                               |
| 2011  | Austin        | Cunning Stunts (Toronto/Milwaukee/Seattle)   |          | The C.L.A.P. (Seattle/Vancouver)                          |                                              |                                               |
| 2012  | Lexington     | Cunning Stunts (Toronto/Milwaukee/Seattle)   | 3-1      | Bear Hugs (Toronto/Genève/Vancouver)                      | Hot Links (Lexington/Athens)                 | Tornadoes (Londres)                           |
| 2013  | Vancouver     | Valkyries Vancouver/Cincinnati/Genève)       |          | Hot Honey Biscuits (Seattle/Mobile/Athens)                | Great White North (Ottawa/Toronto)           | Cobble Polotics (Londres/Lexington/Seattle)   |
| 2014  | Toronto       | Cunning Stunts (Toronto)                     | 5-4, 4-3 | Hot Honey Biscuits (Seattle/Mobile/Athens)                | Valkyries (Vancouver/Lexington/Genève)       | The Cuntrol (Vancouver/San Francisco/Oakland) |
| 2015  | San Francisco | Valkyries (Lexington/Genève/Vancouver)       | 1-0      | Hot Honey Biscuits (Seattle/San Francisco/Salt Lake City) | Shit Twins (Madison/Raleigh)                 | Ruckus (Francfort/Strasbourg/Seattle)         |
| 2016  | Guadalajara   | Peligrosa (Salt Lake City/Seattle/Saskatoon) | 2-1      | Ruckus (Francfort/Strasbourg/Seattle)                     | Dropbears (Santa Cruz/Oakland/San Francisco) | Feliz Accidentitas (New York City/Vancouver)  |
| 2017  | Grand Rapids  | Weirdos (New York City)                      | 4-3      | The Annie Oakleys (San Francisco/Oakland/Saskatoon)       | OK (Salt Lake City/Seattle/Toronto)          | Yes Mum (San Francisco/Madison/Bristol)       |
| 2018  | Los Angeles   | Cool Sports Team (Milwaukee/Londres/Genève)  | 2-0      | Brujaja (Mexico City/Raleigh/Seattle)                     | Notorious (San Francisco)                    | Baba Yaga (Seattle, Saskatoon, Toronto)       |

## Voir également
- Vélo Polo